# Sorteos de la ONCE
Los sorteos de la ONCE (Organización Nacional de Ciegos Españoles) engloban las diversas loterías con las que dicha organización financia parcialmente su labor social. El más conocido y longevo de ellos es el sorteo o cupón de la ONCE, estrenado en 1939, aunque en los últimos años muchos juegos de la ONCE se han ido incorporando, junto a la venta de la lotería original.

## Cupón de la ONCE
El primer sorteo de la ONCE se realizó el 8 de mayo de 1939 y durante muchas décadas fue conocido como Cupón Pro-ciegos. En aquella época, se hacía un sorteo independiente para cada provincia española, y el precio del cupón se movió entre los 10 céntimos de peseta iniciales hasta las 25 pesetas de los últimos tiempos antes de la reforma. Consistía en un número de tres cifras más una serie de cinco cifras.
Pronto ese sorteo se popularizó con el nombre de "los Iguales", a esto contribuyó el fandango que comenzó a cantar en 1945 Rafael Farina, y que utilizaba como motivo un pregón utilizado para la venta de los cupones "Los iguales para hoy ¿Quién me compra otro cupón?".
El 13 de diciembre de 1981 se celebró el primer sorteo extraordinario, en la festividad de Santa Lucía (patrona de los ciegos). Este sorteo extraordinario se repetiría el 1 de enero de los años entre 1983 y 1986. El precio del cupón en estos sorteos era de 100 pesetas.
El 2 de enero de 1984 se produjo una renovación profunda en la ONCE y en el cupón, que pasó a ser nacional y a recibir una promoción masiva en televisión, haciéndose famoso el eslogan «La ilusión de todos los días». El nuevo cupón de la ONCE pasaba a tener cuatro cifras y tenía un precio de 50 pesetas, siendo el premio máximo de un millón de pesetas a la tira (10 cupones) del número agraciado. En esta época el sorteo se realizaba de lunes a sábado.
A partir de 1985, se suprime el sorteo del sábado y se introduce un cupón diferente para el viernes y el fin de semana, en el que por primera vez se introducen los números de cinco cifras actuales y que tenía premios mayores para los cupones agraciados.
En 1987, precedido de una masiva campaña publicitaria en televisión, se estrena el "cuponazo de los viernes", en el cual una de las series del cupón agraciado sería premiada con cien millones de pesetas. Los cupones de lunes a jueves pasan a tener cinco cifras. De esta forma queda establecido el cupón de la ONCE actual, que ya solo vería renovaciones en premios pero no en su estructura: un número de cinco cifras más una serie de tres, que pueden adquirirse bien en cupones individuales o bien en tiras completas o parciales, siendo una tira completa de diez cupones. Se establecen dos cupones básicos, el cupón diario, de lunes a jueves y el "cuponazo de los viernes".
En 1996 se añaden al cupón diario dos premios al número anterior y posterior al agraciado, así como la introducción de un premio de 250 000 pesetas y un sueldo de 100,000 pesetas mensuales durante 24 meses para las diez series anteriores y diez series posteriores a la extraída en el sorteo.
En 1999 regresa el cupón del fin de semana, en principio únicamente los domingos, que establece un premio de varios millones al año. Y a partir de 2000 regresan los sorteos extraordinarios, con periodicidad variable y premios especiales, entregándose en el sorteo extraordinario del 15 de agosto de 2000 un premio de mil millones de pesetas para un solo cupón. En 2011 se entregaría el mayor premio de la historia de la ONCE, 20 millones de euros a un solo cupón en el sorteo especial de verano de 2011.
El 11 de noviembre de 2011 (11/11/11), la ONCE realiza un sorteo especial que se emitió en horario de máxima audiencia dentro de una gala especial, en el cual se sortearon once premios de un millón de euros y un premio de once millones de euros a doce cupones diferentes, además de otros premios menores que sumaron un total de 44 millones de euros en premios. La demanda para este sorteo superó todas las expectativas, ya que para la fecha del sorteo se había vendido prácticamente el 100% de los cupones. El premio gordo de once millones de euros fue a la serie 135 del número 26516, que se vendió en Valencia.
El 1 de junio de 2012, se estrena una nueva versión del cuponazo de los viernes de la ONCE, inspirada por el anterior sorteo especial del 11 de noviembre de 2011. El nuevo cuponazo realiza la extracción de diez números y sus correspondientes series. La primera extracción corresponde al cuponazo clásico y está premiada con nueve millones de euros. Las restantes nueve están dotadas con 100 000 euros cada una.
El mayor auge de popularidad del cupón de la ONCE se vivió en la segunda mitad de los ochenta y durante los noventa, especialmente desde la emisión en Telecinco del sorteo dentro del popular programa Telecupón. A partir de 1999, sin embargo, se muestra una tendencia a la baja de las ventas, debido a la competencia directa con Loterías y Apuestas del Estado, así como otras organizaciones de minusválidos que financian sus actividades utilizando un sucedáneo del cupón que utiliza el sorteo oficial de la ONCE.

## Otros juegos de la ONCE
Desde 1939 hasta 2004, la ONCE realizaba un único tipo de sorteo, que era el del cupón de la ONCE. A partir de 2004, empezó a diversificarse y a lanzar una amplia gama de sorteos diferentes, intentando competir con la gama que ya tenía Loterías y Apuestas del Estado.

### Sueldazo del fin de semana

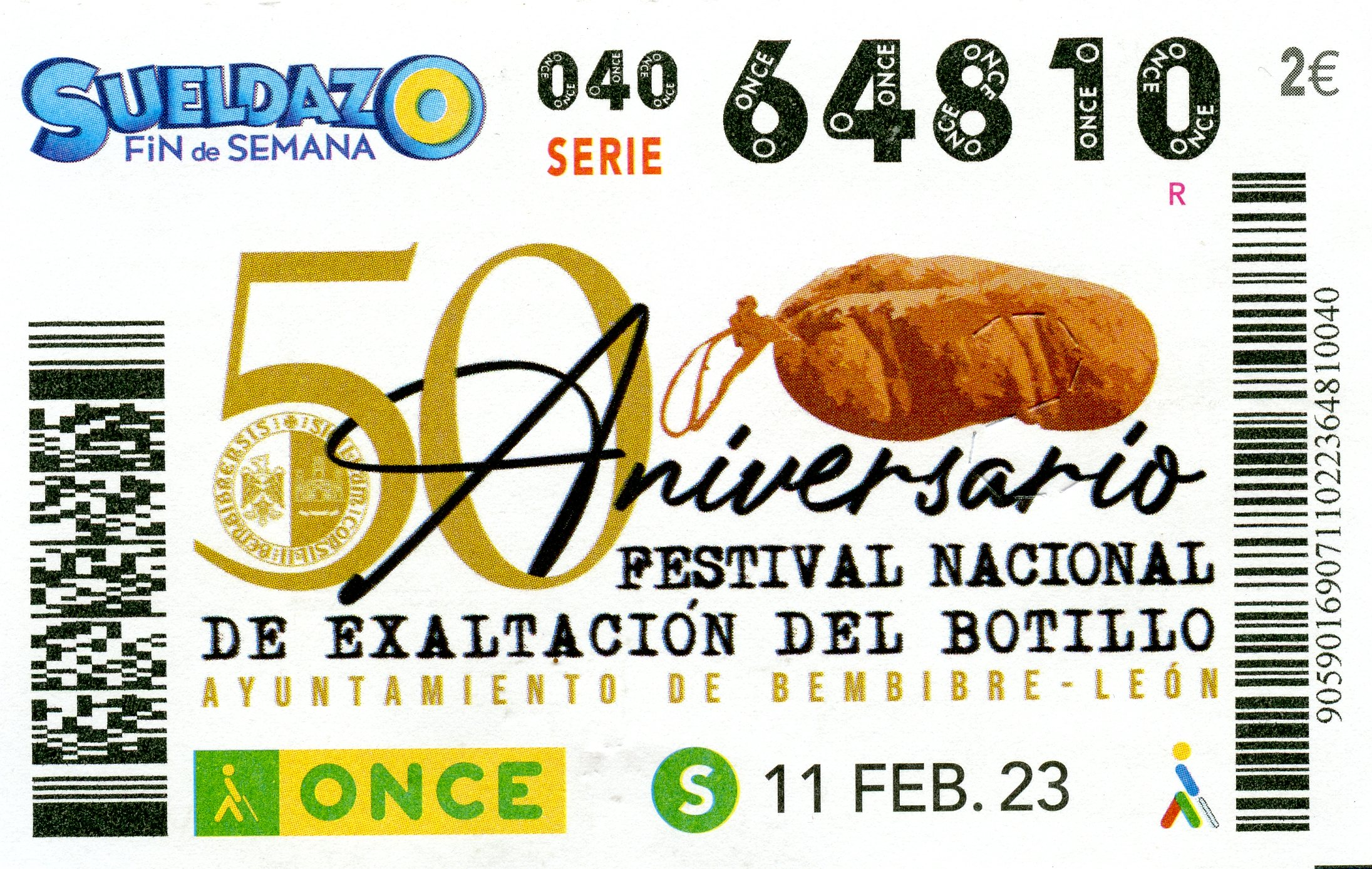
Cupón Sueldazo de la ONCE
50 Aniversario Festival de Exaltación del Botillo, Bembibre.

Los sábados y domingos tiene lugar el sorteo del cupón ¡Sueldazo Fin de Semana de la ONCE!, en el que el cupón ganador del primer premio estará formado por un número de cinco cifras entre el 00000 y el 99999 más un número de serie, resultando ganador el cupón cuyas cinco cifras y serie coincidan con las del número y serie premiados en la 1ª extracción.
El premio del sueldazo es de 5000 € al mes durante 20 años más 300 000 € al contado, junto a 4 segundos premios de 2000 € al mes durante 10 años, con un coste por cupón de 2 €.

### Sorteo Combo
El 23 de octubre de 2004 se estrena para los sábados un sorteo que imita a los juegos tipo loto en los que el jugador elige los números a los que apostar. Recibe el nombre de Combo, y consiste en un triángulo de números del 0 al 9 en tres filas, una de tres llamada "Triple", otra de dos llamada "Doble", y otra de uno llamada "Reintegro", más un número especial del 1 al 15 llamado "combola". El combo puede adquirirse en cupones preimpresos similares a los cupones tradicionales pero con la estructura citada, o bien hacerse con un boleto para marcar los números con un bolígrafo, validando la apuesta después en los terminales electrónicos de los puntos de venta y obteniendo un resguardo, al estilo de los juegos del Estado. En esta última modalidad, se pueden elegir los números de las filas, siendo la combola generada aleatoriamente por el terminal. También es posible que el terminal genere aleatoriamente todos los números en lugar de adquirir un cupón preimpreso. La cuantía de los premios dependerá de la recaudación de las apuestas y en caso de quedar sin acertantes el primer premio se acumularía en un "combote" para la semana siguiente.
El primer premio es para los acertantes del combo, es decir, las tres filas más la combola. El segundo premio, para los acertantes de las tres filas, el tercero para los acertantes de la fila triple, el cuarto para la fila doble y se establece reintegro para los acertantes de la fila "Reintegro" o los acertantes de la combola.
Este sorteo se realizó por última vez el 10 de mayo de 2008, siendo sustituido por el sorteo 7/39.

### Sorteo 7/39
Similar en concepto al extinto sorteo Combo, cambiando su estructura y horario, se realiza los jueves y los lunes. Consiste en elegir siete números entre el 1 y el 39, ofreciéndose premios de diferente cuantía según la recaudación para los acertantes de siete, seis, cinco, cuatro o tres números, acumulándose bote para el siguiente sorteo si no aparecen acertantes de siete. Al realizar la apuesta se genera un número extra entre el 0 y el 9 que sirve como reintegro.
Dejó de comercializarse en marzo de 2020 cuando estalló la pandemia de Covid19, coincidiendo con la suspensión temporal de los sorteos de la ONCE en España.

### Super Once
Este sorteo, que se realiza todos los días de lunes a domingo, está basado en el juego keno o lotería china. En él, el apostante debe elegir a su elección entre cinco y once números entre el 1 y el 85, eligiendo también cuánto dinero desea apostar entre las opciones propuestas (1, 2, 3, 4, 5 o 10 euros). En el sorteo se extraerán veinte números, repartiéndose los premios según cuántos números se hayan elegido, el dinero apostado y los aciertos obtenidos.

### Los Rascas
Existe también la posibilidad desde 2005, de adquirir en los puntos de venta de la ONCE boletos de tipo "rasca", con números ya pre-sorteados de acuerdo a un juego previo al que se puede ganar o perder dependiendo de los números que se descubran al rascar. Existen y han existido muchas y diferentes modalidades de rasca con juegos diferentes, variando el precio del boleto según el juego, entre 0,50 € y 3 €. Estos juegos, denominados de "lotería instantánea", fueron en su lanzamiento causa de polémica por ser considerados como más influyentes en la ludopatía y también recibieron críticas de las Comunidades autónomas, que veían en ellos un peligro para el sector del juego regional. De esta forma, el Ministerio solo autorizó a la ONCE el uso de la lotería instantánea, dejando fuera de esta modalidad a Loterías y Apuestas del Estado, obligando además a que toda la recaudación por las ventas de los boletos se destinara exclusivamente a las labores sociales de la ONCE. Anteriores directivos de la ONCE como Miguel Durán también criticaron los juegos de rasca, acusándolos de ser posibles responsables de acentuar la decadencia del cupón clásico.
Algunos juegos de rasca de la ONCE también están disponibles en forma online a través de la web de la ONCE, siendo posible jugar en modo demo, sin apostar ni ganar nada, o bien de forma real accediendo a los premios, modalidad esta última para la cual es necesario estar registrado en la web.
Actualmente los rascas de la ONCE que existen son:
| - El 7 de la Suerte - Siete y media - Pepitas de oro - Gana con el comodín - Tres en raya - Goool | - Golpe de suerte - Dados locos - La carta más alta - Paraíso - Cofre del tesoro - La rueda de la fortuna | - Paga extra - Super siete y media - Triple ocho - Ruleta - Lluvia de Euros - Bingo |

### Triplex
En octubre de 2016 la ONCE lanzó al mercado un nuevo juego activo, «Triplex de la ONCE». La apuesta se realiza con la elección de una combinación de tres dígitos. El precio de la apuesta es de 0,50 euros con un máximo de cinco apuestas por boleto. El sorteo se efectúa diariamente, de lunes a domingo, siendo el premio máximo por apuesta de 150 euros, en caso de coincidencia de números y orden con la combinación ganadora.
| Premio por apuesta | Combinación |
| ------------------ | --- |
| 150€               | Las tres cifras de la apuesta coinciden con las tres de la combinación ganadora, en el mismo orden.                 |
| 10€                | Las tres cifras de la apuesta coinciden con las tres de la combinación ganadora, en distinto orden.                 |
| 2€                 | Las dos primeras cifras de la apuesta coinciden con las dos primeras de la combinación ganadora, en el mismo orden. |
| 2€                 | Las dos primeras cifras de la apuesta coinciden con las dos últimas de la combinación ganadora, en el mismo orden.  |
| 0,5€               | Apuesta cuya primera cifra coincida con la primera cifra de la combinación ganadora.                                |
| 0,5€               | Apuesta cuya última cifra coincida con la última cifra de la combinación ganadora.                                  |